# Quarsomonzodiorita

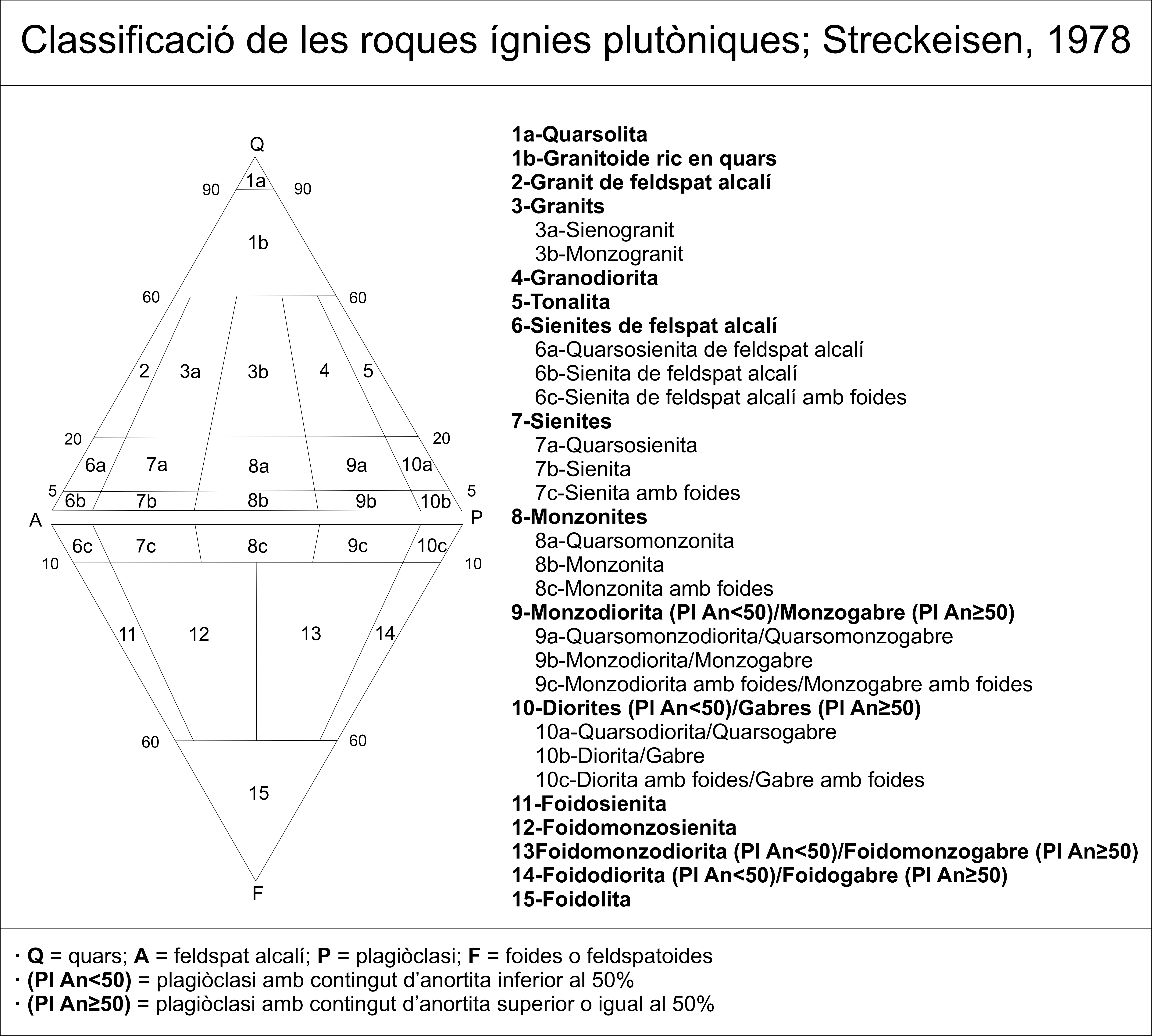
Classificació de les roques ígnies plutòniques segons Streckeisen 1978. L quarsomonzodiorita es troba al lloc 9a.

Les quarsomonzodiorites són roques ígnies plutòniques que presenten un contingut de quars entre el 5 i el 20%, mentre que l'índex feldespàtic es troba entre un 65 i un 90%. El feldespat que es troba present en aquestes roques és plagioclasa amb el contingut d'anortita inferior a 50; si aquest contingut és superior o igual a 50 la roca s'anomena quarsomonzograbre.